# Marketing legale
Il marketing legale è l'insieme delle tecniche organizzative e operativo-promozionali attraverso le quali si conquista e si mantiene una quota del mercato dei servizi professionali legali.
È una branca del marketing diffusa prevalentemente negli Stati Uniti.
Sono tipici strumenti del marketing legale: la pubblicità del professionista o dello studio legale cui esso appartiene; le tecniche di creazione e fidelizzazione della clientela; la ricerca del feedback del cliente che abbia usufruito dei servizi professionali prestati.
La data di nascita del marketing legale negli Stati Uniti si può far risalire alla decisione della Supreme Court Arizona State Bar v Bates Law Firm, datata 1977.
Per l'Inghilterra, si può far risalire l'esordio del marketing legale al 1986, quando la Law Society consentì ai solicitor inglesi di utilizzare lo strumento della pubblicità.
Da allora in poi, a partire dagli anni Novanta, anche gli altri paesi dell'Europa continentale hanno progressivamente aperto la strada alla pubblicità. Fa eccezione l'Italia (come la Grecia), a causa del divieto di pubblicizzare la propria prestazione professionale, da tempo inserito nella tradizione culturale e nella deontologia forense italiana.